# Emilio Fizel
Emilio Pablo Jorge Fizel (* 4. August 1923 in Avellaneda) ist ein ehemaliger argentinischer Fußballspieler auf der Position eines Stürmers.

## Laufbahn
Fizel begann seine Laufbahn 1940 beim Quilmes AC und war im weiteren Verlauf der 1940er Jahre auch bei San Lorenzo de Almagro, Gimnasia y Esgrima La Plata und beim CA River Plate im Einsatz. Nach seiner Station bei River Plate wechselte er Anfang der 1950er Jahre ins Ausland.
Zunächst spielte er in Uruguay für Nacional Montevideo und anschließend wechselte er nach Mexiko zum Club América, mit dem er in den Spielzeiten 1953/54 und 1954/55 zweimal in Folge den mexikanischen Pokalwettbewerb und darüber hinaus 1955 auch den Supercup gewann.

## Erfolge
- Mexikanischer Pokalsieger: 1954, 1955
- Mexikanischer Supercup: 1955